# Adonis (poeta)

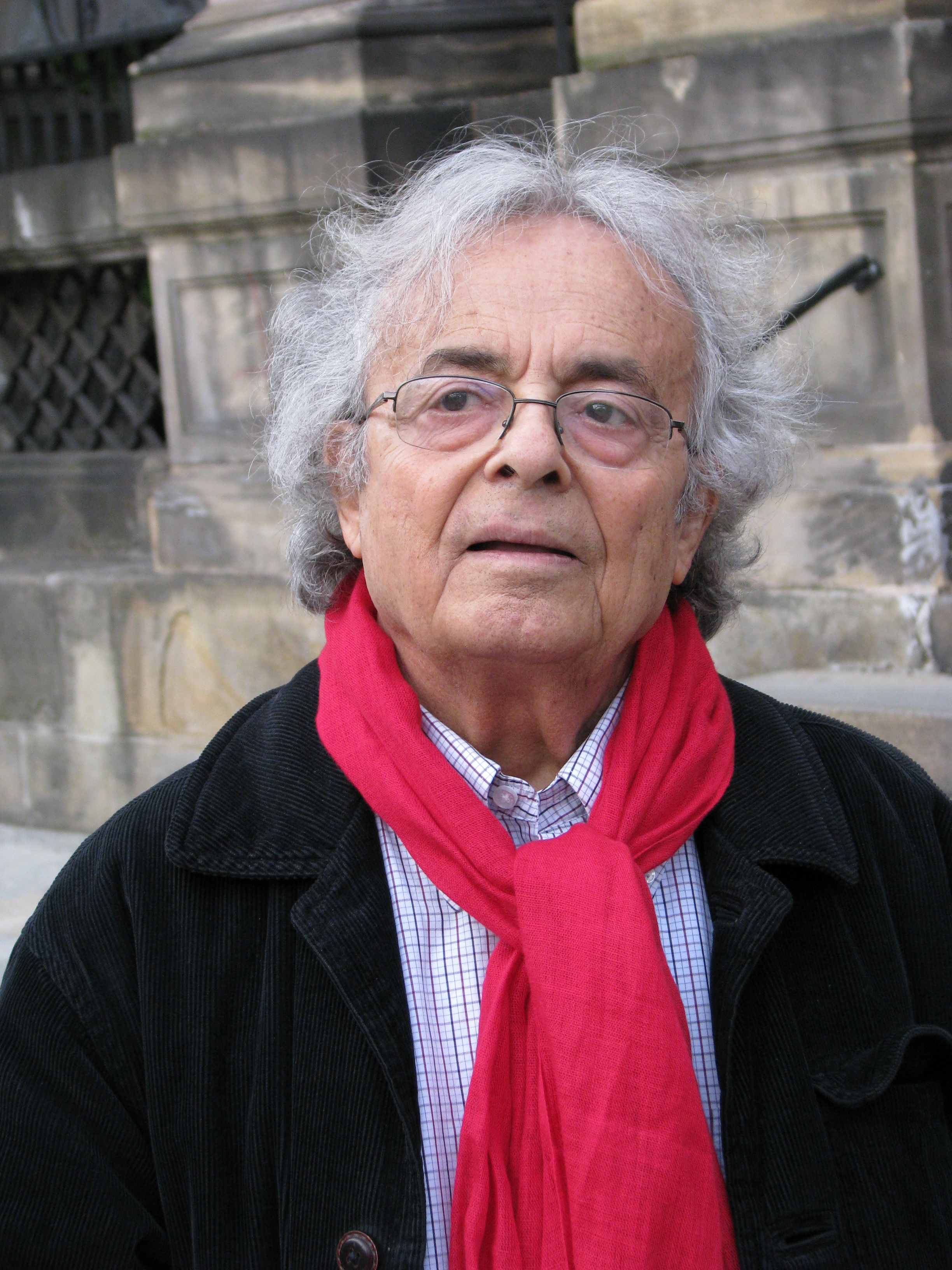
Adonis el 2011

Ali Ahmad Said Esber (àrab: علي أحمد سعيد إسبر, ʿAlī Aḥmad Saʿīd Isbar) (Al Qassabin, 1 de gener de 1930), conegut pel seu pseudònim Adonis o Adunis (àrab: أدونيس, Adūnīs), és un poeta i assagista sirià.
Adonis ha desenvolupat la seva carrera literària principalment en el Líban i França. Ha publicat més de vint llibres de poemes en àrab, i és considerat des de fa diversos anys un dels aspirants a obtenir el Premi Nobel de Literatura.

## Biografia
Adonis va néixer al nord de Síria, en una família alauí. Durant la seva infància va treballar en el camp, però ja en aquella època el seu pare li recitava poesies, que li feia memoritzar. Adonis aviat va mostrar facilitat per a la composició, i el 1947, amb 17 anys, va tenir l'oportunitat de recitar un poema davant del president sirià Shukri al-Kuwatli; això va suposar el seu ingrés a una escola de Latakia i després a la Universitat de Damasc, on es va llicenciar en Filosofia el 1954.
Malgrat el que s'ha afirmat, el pseudònim d'Adonis no l'hi va imposar el líder del nacionalisme sirià, Antun Saadeh, sinó que va ser el mateix Ali Ahmad qui ho va triar després d'haver vist les seves obres rebutjades en diverses revistes sota el seu nom real. L'any 1955, Said va estar pres durant sis mesos per ser membre del Partit Social Nacionalista Sirià. Després del seu alliberament, es va instal·lar a Beirut, on va fundar, juntament amb el poeta Yusuf al-Khal, la revista Shi'r. A partir d'aquest moment, Adonis va abandonar el nacionalisme sirià, per abraçar el panarabisme, al mateix temps que renunciava a bona part de la càrrega política en les seves obres.
Said va rebre una beca per estudiar a París entre 1960 i 1961. Entre 1970 i 1985 va ser catedràtic de literatura àrab a la Universitat del Líban. L'any 1976, va ser nomenat professor convidat en la Universitat de Damasc. El 1980, va emigrar a París per escapar de la Guerra Civil Libanesa, i durant uns anys va ser professor en la Sorbona i en el Col·legi de França.

## Premis i distincions
- Premi de la revista Shi'r 1961
- Premi dels Amics del Llibre 1968 (Beirut)
- Syria-Lebanon Award 1971 of the International Poetry Forum (Pittsburgh)
- Premi Nacional de Poesía 1974 (Beirut)
- Membre de la Academia Mallarmé (1983)
- Orde de les Arts i les Lletres de França, 1983)
- Medalla Picasso 1984 (UNESCO)
- Gran Premi de les Biennals Internacionals de la Poesia de Lieja 1986
- Membre de l'Acadèmia Universal de les Cultures (París, 1990)
- Premi Jean Marlieu Etranger 1991 (Marsella)
- Premi Nazim Hikmet 1994 (Istanbul)
- Premi Méditerranée-Etranger 1995 (Paris)
- Premi del Fòrum Cultural Libanès a França 1995
- Premi de Poesia de Struga 1997
- Premi de Poesia Nonino 1999 (Itàlia)
- Premi Alain Bosquet 2000 (Paris)
- Doctor honoris causa per la Universitat de Ginebra (2004)
- Medalla d'Or del Govern d'Itàlia (Comitè Científic del Centre Internacional d'Investigacions Pio Manzú, 2006)
- Doctor honoris causa per la Universitat Nord-americana de Beirut (2007)
- Premi Bjornson 2007 (Noruega)
- Premi Grinzane Cavour per la Lettura 2008 (Itàlia)
- Premi Max Jacob 2008 (França)
- Premi Giovanni Pascoli 2008 (San Mauro di Romagna, Itàlia)
- Premi Goethe 2011 (Francfort del Meno)

## Obres en català
- Cants del Mihiar el de Damasc, traducció de Dolors Cinca Pinós, Tarragona, Arola Edicions, 2010, ISBN 978-84-928-3959-9

## Obres en castellà

### Poesia
- Canciones de Mihyar el de Damasco, Madrid, Instituto Hispano-Árabe de Cultura, 1968, ISBN 978-84-7472-041-9; Guadarrama, Ediciones del Oriente y del Mediterráneo, 1997 (edición íntegra) ISBN 978-84-87198-37-3
- Epitafio para Nueva York. Marrakech. Fez, Madrid, Hiperión, 1987, ISBN 978-84-7517-212-5
- Libro de las huidas y mudanzas por climas del día y de la noche, Guadarrama, Ediciones del Oriente y del Mediterráneo, 1993, ISBN 978-84-87198-15-1
- Homenajes, Madrid, Huerga y Fierro, 1994, ISBN 978-84-88564-04-7
- El Libro (I), Guadarrama, ediciones del oriente y del mediterráneo, 2006, ISBN 978-84-96327-15-3
- Este es mi nombre (versión definitiva), Madrid, Alianza Editorial, 2006, ISBN 978-84-206-4857-6
- Árbol de Oriente. Antología poética, 1957-2007 (Selecció, traducció, pròleg i notes de Federico Arbós), Visor Libros, Madrid, 2010

### Assaig
- Introducción a la poesía árabe, Universidad Autónoma de Madrid, Servicio de Publicaciones, 1975, ISBN 978-84-600-6829-7
- Poesía y poética árabes, Guadarrama, Ediciones del Oriente y del Mediterráneo, 1997, ISBN 978-84-87198-44-1
- Sufismo y surrealismo, Guadarrama, ediciones del oriente y del mediterráneo, 2008, ISBN 978-84-96327-50-4